# Associazione Sportiva Bisceglie
La Associazione Sportiva Bisceglie es un club de fútbol de Italia, con sede en Bisceglie, en la región de Apulia. Fue fundado en 1913 y refundado en varias ocasiones. Compite en la Eccellenza Apulia, quinta categoría del fútbol italiano.

## Historia
Fue fundado en el año 1913 en la ciudad de Bisceglie en Apulia con el nombre US Biscegliese y pasó sus primeros años de existencia en las competiciones locales antes de que en 1927 jugara por primera vez en la primera división regional. Permaneció en la liga hasta 1931 cuando renuncia a la competición y cede su lugar al SS Armando Diaz.
En la temporada de 1931/32 juega en la segunda división regional y desciende dos años después, y posteriormente logra dos ascensos consecutivos que lo llevan de regreso a la primera división regional, y en la temporada 1938/39 logra el ascenso a la Serie C y por primera vez en su historia jugaría a nivel nacional. En su temporada de debut conserva la categoría y juega por primera vez la Copa Italia y en 1941 el club desaparece a causa de la Segunda Guerra Mundial.
En 1946 el club es refundado y un año después retorna a la Serie C, pero desciende tras una temporada. En 1949 se fusiona con el SS Armando Diaz para crear al AS Bisceglie. En 1958 logra el ascenso a la Serie D luego de varios años en las divisiones regionales y un año después regresa a la Serie C, donde permaneció por cuatro temporadas hasta descender en 1964.
Diez años después regresa a la Serie Den donde jugó hasta descender en 1971. En 1985 logra el ascenso por primera vez a la Serie C2, liga en la que permanece hasta 1998 el club es excluido de la liga por deudas y es refundado como Biscegle Calcio 1913. En 2001 se fusiona con el Don Uva y nace el Biscegle 1913 Don Uva.
En la temporada 2011/12 regresa a la Serie D y gana dos títulos de copa aficionada y en la temporada 2016/17 gana su grupo y consigue el ascenso a la Serie C, y al final de la temporada cambia su nombre por el que tiene actualmente.

## Palmarés

### Torneos nacionales
- Copa Italia de Aficionados (1): 2011-12

### Torneos interregionales
- Promozione (1): 1948-49 (Grupo N)
- Serie D (2): 1959-60 (Grupo E), 2016-17 (Grupo H)
- Campionato Interregionale (1): 1985-86 (Grupo L)

### Torneos regionales
- Eccellenza Apulia (1): 2023-24 (Grupo A)
- Copa Italia de Aficionados Apulia (1): 2011-12